# Vasconcellea stipulata
Vasconcellea stipulata (V.M.Badillo) V.M.Badillo llamada también toronche o jigacho es una especie frutal del género Vasconcellea, familia Caricaceae. Es una especie nativa de Ecuador y Perú.

### Usos
De entre las especies de importancia económica del Ecuador es la menos explotada, limitándose su uso a cultivo doméstico y en pequeña escala.